# Gaston Couté
Gaston Couté, Villon XIX. století, (23. září 1880 Meung-sur-Loire – 28. května 1911 Paříž) byl francouzský básník a šansonier.
Narodil se v rodině mlynáře, ze školy odešel před maturitou. Pracoval jako pomocný úředník na finančním úřadě v Orléans, později pak v místních novinách Le Progrès du Loiret. Začal publikovat básně, některé psané v místním dialektu. Poté, co prezentoval svojí tvorbu pařížským umělcům se kterými se setkal na jejich turné, odchází roku 1898 do Paříže.
Po několika obtížných letech dosáhl určitého úspěchu a přednáší své básně po kabaretech. Spolupracuje s časopisem La Bonne Chanson Théodore Botrela. Přispíval také do anarchistických novin La Guerre Sociale a La Barricade. Zemřel roku 1911 na tuberkulózu.
Jeho básně do svého repertoáru zařadili např. Édith Piaf či Bernard Lavilliers. V roce 1957 po něm byla pojmenována jedna z ulic v Paříži.